# 板井圭介
板井 圭介（いたい けいすけ、1956年3月21日 - 2018年8月14日）は、大分県臼杵市出身で大鳴戸部屋に所属した大相撲力士。本名同じ。最高位は西小結（1989年5月場所）。現役時代の体格は177cm、139kg。得意技は突き、押し、叩き。

## 来歴

### 初土俵まで
5人兄弟の末っ子として生まれる。臼杵市立福良西小学校、臼杵市立西中学校では主に野球をやっていた（主に右翼手だったという）。相撲は中学生の頃は助っ人として大会に出場する程度であったが、当時実業団で活躍していた兄・義美を追って、大分県立大分水産高等学校（現・大分県立海洋科学高等学校）に入学してから本格的に相撲を始めた。
同高相撲部では1年生のときから県内有力校の3年生を次々に負かして評判となり、2年生になる頃には九州では負けなしで「大分に板井あり」と評判になった。後年、板井自身は「高校生の頃が人生で一番稽古した時期」と振り返っていたという。一方、助っ人として参加したラグビーの試合で膝を故障し、これには力士時代にも終始苦しんだという。
高校卒業を前に宮城野親方（元横綱・吉葉山）からの熱心なスカウトを受けたが、「プロの激しい稽古にはとてもついていけない」として断り、また多くの大学相撲部からの勧誘を受け、自身は駒澤大学への進学に前向きであったが実現せず、高校卒業後は、黒崎窯業に就職してサラリーマン生活を4年間送った。同社相撲部では1976年・1977年の国体青年の部で優勝するなど活躍した。在職中の1975年には朝日山部屋入門が持ち上がったが、同部屋のお家騒動に巻き込まれ立ち消えとなった。また退社して東京農業大学に編入学する話もあったが会社から強い慰留を受けたため実現しなかったという。
実業団時代には闘鶏に凝っていて、競技用の鶏まで飼っていたという。

### 角界入門後
1978年、サラリーマン生活に嫌気のさした板井は、大鳴戸親方（元関脇・高鐵山）の勧誘を受けたのを機に退社し、大鳴戸部屋に入門した。入門初日の稽古では当時三段目だった維新力を圧倒、その後出稽古にきた朝日山部屋の幕下力士をも圧倒し、当時幕内だった蔵玉錦とも互角に取る等、力の違いを見せつけた。
1978年9月場所で初土俵を踏んだが、実業団時代の個人成績が足りないとの理由付けで幕下付出の申請が認められず、前相撲から取った。序ノ口から三段目まで3場所連続優勝し、26連勝（当時本割形式で行われていた前相撲を含むと29連勝）という当時の初本割からの最多連勝記録を打ち立てた（2012年1月場所で常幸龍貴之が更新。なお、連勝は元小結・大錦が止めた）。
翌年9月、序ノ口から僅か5場所で十両にスピード昇進（戦後では土佐豊、常幸龍と並ぶ1位タイ）。十両昇進を機に、四股名を本名の「板井」から師匠の現役名と同じ「高鐵山（こうてつやま）」に改めた。
最初は実業団のレベルを疑って幕下付出を認めなかった春日野理事長(元横綱・栃錦)は板井が出世すると入門の際に板井を過小評価したことを詫びたという。
その後も順調に番付を上げ、1980年9月場所、初土俵から丸2年で新入幕を果たした。しかし同場所では、足の関節を傷めた影響で全く振るわず途中休場し、すぐに十両へと陥落。翌年5月場所では再入幕したが、同場所も左膝の怪我により途中休場し、1場所で十両に下がった。
それから間もなく、四股名を元の「板井」に戻し、廃業まで改名しなかった。その後も怪我に苦しみ、一時は東幕下45枚目まで番付を落としていた。
1983年3月場所にて4度目の入幕を果たしてからは鋭い踏み込みからの強烈な突っ張りを武器に長く幕内の座を守り、同門の横綱双羽黒の横綱土俵入り時には露払いを務めた。幕内下位では確実に勝ち越すものの上位では横綱・大関になかなか勝てず、いわゆる「エレベーター力士」として過ごしてきたが、1989年3月場所では東前頭7枚目で11勝4敗と好成績を挙げて殊勲・技能両賞を受賞。ちょうど場所中に33歳の誕生日を迎えた板井は、潮錦（1959年5月場所）以来となる33歳以上の高齢での三賞初受賞を果たした。翌場所、自己最高位となる小結に昇進したが、この場所では3勝12敗と大きく負け越し、三役経験はこの1場所のみで終わった。1991年5月場所では、2日目に「昭和の大横綱」と言われた千代の富士に敗れ、結果としてこれが千代の富士の現役最後の白星になった（千代の富士は翌3日目に貴闘力に敗れた後、引退を表明した）。
膝の故障のため巡業中には全くと言ってよいほど稽古をしなかった（ある巡業でぶつかり稽古をしていたところ「倒れ方を知っているのか」と噂が立ったり、巡業の稽古土俵に上がっただけでやくみつるの漫画のネタにされたりした程だったという。）が、立合いのタイミングの取り方は天才的と評した親方もいた。

### 引退・廃業
1991年7月場所では、東前頭14枚目の地位で史上4例目となる幕内での15戦全敗を喫し（前場所13日目から18連敗）、翌9月場所は十両へと陥落。この9月場所中に途中休場し廃業を表明した。初土俵・新十両・新入幕・廃業がすべて同じ9月場所でのことだったという、珍しい経歴を残す形となった。
当初は現役を引退し、年寄・春日山を借株で襲名する意向であったが、日本相撲協会が年寄襲名の申請を却下したため廃業せざるを得ない事態となった。なぜ協会が年寄襲名を認めず廃業させたかについては、「土俵上のマナーが悪かったから」・「廃業後、物議を醸した八百長相撲の主犯格として協会から目をつけられていたから」・「『15戦全敗』 という無様な成績を記録したから」などの憶測が流れたが、その真相は明らかにされなかった。板井自身は呼び出された理事会にて「10年間で2度しか巡業に参加しなかった」ことが却下の主たる理由だと告げられたとしていた。その後、廃業力士としては異例の、国技館の土俵上における断髪式を行った。本人は八百長の中盆をしていたことが年寄襲名却下の理由であることは明白と認識していたが、協会は両国国技館での断髪式を認めた理由を「力士会がやることだから」としており、板井は「協会も後ろめたかったのか」とその理由を推測していた。
本人は、週刊ポストの取材に「当時3億円といわれた年寄株を取得してまで協会に残る気持ちはなく、星を回してもらいながら40歳までノラリクラリ現役を続けるつもりだった。そうしたところに、かわいがってくれていた元･大昇から“年寄株がないと引退相撲もできないだろう。オレの『春日山』（当時は空き株）を貸してやるから引退相撲をやれ”と声を掛けてもらった。これで引退に気持ちが大きく傾いた」と証言した。
廃業後は一時、東京都江戸川区、千葉県浦安市、千葉県東金市でちゃんこ屋を経営した。経営から撤退した後は八百長問題を告発するなどして食いつないでいたが、やがて相手にされなくなり、2008年には「ガラス工をしている」と語っていた。2011年2月の大相撲八百長問題と前後して、2月27日放送のたかじんのそこまで言って委員会に顔にモザイクを入れて出演し、病気により体重が減少したと語った。2015年12月にはシンガーソングライターで相撲甚句を担当する北脇貴士がパーソナリティを務めるFM西東京のラジオ番組「北脇貴士の大相撲甚句」の最終回に出演し、実業団の星と謳われたアマチュア時代の話や大鳴戸との確執について語り、視聴者から寄せられたメールを中心に質疑応答を繰り広げた。この出演については北脇のブログに写真付きで掲載された。なお自著『中盆』にサインしてほしいとせがむ声に対しては「そんな本、見たくもない。勘弁して下さい…」と暴露本を出版したことを後悔しているとも取れる発言があった。2017年5月に『週刊ポスト』誌上で、ちゃんこ屋について「ちゃんこ屋経営で難しいのは、夏場に客足が落ちること。冷やしちゃんこであるとか限定メニューを考えたが、私の店では見向きもされなかった。立地も微妙で、両国界隈だと東京開催場所中は繁盛するが、1月、5月、9月の年3か月で1年分を稼ぐぐらい売り上げないと厳しい」「現役時代の番付とちゃんこ屋の人気は別物ですよ。有名力士は化粧まわしを飾ったりして客寄せにできる部分はあるが、出世した分部屋でちゃんこ番なんてやったことがないから、味付けを考えたりできないわけです」と、経営に苦労した理由を語った。
晩年は糖尿病や高血圧などの持病に苦しみ、心臓にペースメーカーを埋め込んでいることもあり働くことができず、現役時代の付け人が板井の世話をしていた。2018年8月14日、予約していた人工透析を受けに行かなかったため、親族に頼まれた付け人に東京都内の自宅へ安否確認へ行ったところ、自宅で倒れているところを元付け人により発見され、その後死亡が確認された。62歳没。

## 人物
高校時代から現役晩年に至るまで、徹底した突き押し相撲であり、特に膝の故障後は立合いからの速攻を旨としていた。また攻防の中でタイミング良く見せる叩きも得意としていた。反面、四つに組むと脆く、簡単に土俵を割ることもしばしばであった。
現役当時、巡業部担当だった中立親方（元横綱・栃ノ海）がある時巡業で「ちっとは稽古しろ」と促すと「いや、自宅のベランダで四股を踏んでますよ」と反論するなど、膝の負傷があったとはいえ稽古態度は悪かったとされており、金城と並んで不良力士と評する向きもあった。師匠の著書には「ハワイ巡業で逆鉾と共に大麻を吸引していたと親方から聞いた」という記述もあり、実際に同著書で「板井という不良を生み出した責任を追及された」と板井の人物評が語られていた。自著でも「平気で嘘を吐く人間」を自認していた。
一方、同部屋の維新力は板井の死去に際して「いろいろ言われた方ですが、稽古場では本当に強いし、自分が付け人をしていた時も偉そうにすることもなく、人格者だった」と人物評を語った。
武田頼政が2008年に板井と一緒に名古屋場所と九州場所を各15日間観戦した際、事前に板井が口にする「八百長力士」らの勝敗は、ことごとく板井が場所前に予想した通りになった。
ジャズが大好きで、セロニアス・モンクのピアノを愛していた。
幕下時代に親しくなった女性と結婚し、子供もいたがその後に離婚した。その後再婚したが再度離婚。そのため、板井の晩年は寂しかったとされる。寂しい晩年の相棒は日課の散歩を共にする愛犬であり、最期も絵に描いたような孤独死であったと伝わる。

## 大乃国との軋轢
横綱・大乃国との取り組みでは両手の掌部にウレタンなどのパッドを入れ、その上からテーピングで前腕部までをグルグル巻きにして、さらにそのパッドがパンパンになるまで水を含ませていた。それを使ってのあご先への張り手（というより、骨法の掌打のような奇襲攻撃。有り体に言えば掌部を当てるパンチのようなものである）一発で勝ったことがある（獲得した金星3個は、全て大乃国からのもの）。この張り手を磨くためにボクシングジムで練習していた。この怪しげなテーピングについては「卑怯」「見栄えが悪い」「みっともない」と協会内部・マスコミなどで問題視され、板井の年寄襲名が認められなかった一因ともされた。大乃国は十両時代には板井からの八百長勧誘に応じていたものの、幕内上位に上がるに至って拒否するようになったとされる。
大乃国は板井のことを心底嫌っていて、引退から数年後のインタビューでは、「1人顔面を張ってくる力士がいた。あまりに腹が立つので組み止めたら両肘を極めて、土俵の外に出さずにそのまま腕を折ってやろうかと思ったほどだ」と語ったことがある。
しかし板井本人は著書『中盆』の中で、大乃国を本気で嫌っていたわけではなく、親しみを込めて「青ちゃん」と呼んでいたくらいで、ガチンコで頑張っている大乃国を心の中では応援していた旨を記述した。

## 八百長との関わり
1991年9月、当時の理事長である二子山親方（元横綱・若乃花）が年寄と関取全員を対象として「無気力相撲」を議題とした緊急会議を開き、そこでは出羽海（元横綱・佐田の山、当時監察委員長）が現役力士達（及び当時の若い年寄衆）による金銭の絡んだ星のやり取りの横行を指摘した。出羽海はその緊急会議で「仲介者は厳罰を受ける」と示唆し、同年同月に板井は年寄襲名を却下されて廃業の憂き目に遭った。
師匠の大鳴戸親方が、廃業後に大相撲の「八百長」を告発し、板井が千代の富士グループの仲介・工作人（中盆）として八百長を行っていたと主張したが、このときは大鳴戸を名誉毀損で刑事告訴しようとした協会に板井は協力して八百長はない旨の証言をした。板井は1980年代に新宗教GLAに入会し、その後、八百長の真実を明かすことは神から与えられた自らの使命であると認識するようになった。そして、大鳴戸の死後の2000年1月21日、外国特派員協会の講演で、自らも「八百長」を告発し物議を醸した。千代の富士の53連勝の内3分の2が八百長であると告発し、記者から証拠を求められると「証拠はこの私です」と自らが中盆であったことを示した。
2008年には日本相撲協会と週刊現代を発行する講談社との間で争われている八百長記事をめぐる裁判の中で、現代側証人として出廷し、「（2000年1月八百長を告発したのは）とあるサッカーの試合のチケットを貰ったお礼」と証言した。また、現役時代に北の湖（元横綱）との取り組みの中で、自ら八百長を持ちかけたことを証言した。2000年には自身が現役時に記帳した八百長管理用のノートに基づいた暴露本を出版した。この一連の告発については上述した1991年9月の緊急会議、年寄襲名却下との因果関係が取り沙汰された。
現役当時関取の風紀係を務めていた貴闘力と安芸乃島は『中盆』を読んだことを切っ掛けに八百長撲滅のためにキャンペーンを組み、力士会で八百長力士に名乗り出るように求めたが効果はなかった。因みに貴闘力は幕内に上がりたての当時は板井のことを同じ張り手力士として意識しており、力士としては嫌いではなかったという。貴闘力は板井の死後となる2022年11月の公式YouTubeチャンネルの動画でも「板井さんもし生きてたらね、ここのYouTubeで好き勝手なこと喋ってくれれば良かったけどね」と残念がる発言をしていた。

## 主な成績・記録
- 通算成績：493勝515敗87休 勝率.489
- 幕内成績：331勝438敗41休 勝率.430
- 現役在位：78場所
- 幕内在位：54場所
- 三役在位：1場所（小結1場所）
- 三賞：2回
  - 殊勲賞：1回（1989年3月場所）
  - 技能賞：1回（1989年3月場所）
- 金星：3個（大乃国3個）
- 各段優勝
  - 十両優勝：2回（1980年7月場所、1981年3月場所）
  - 幕下優勝：1回（1982年1月場所）
  - 三段目優勝：1回（1979年3月場所）
  - 序二段優勝：1回（1979年1月場所）
  - 序ノ口優勝：1回（1978年11月場所）

### 場所別成績
| | 一月場所 初場所（東京）  | 三月場所 春場所（大阪） | 五月場所 夏場所（東京） | 七月場所 名古屋場所（愛知） | 九月場所 秋場所（東京） | 十一月場所 九州場所（福岡） |
| --- | ------------------------ | ----------------------- | ----------------------- | --------------------------- | ----------------------- | --------------------------- |
| 1978年 （昭和53年） | x                        | x                       | x                       | x                           | （前相撲）              | 東序ノ口17枚目 優勝 7–0     |
| 1979年 （昭和54年） | 西序二段24枚目 優勝 7–0  | 東三段目29枚目 優勝 7–0 | 東幕下29枚目 6–1        | 東幕下4枚目 5–2             | 西十両12枚目 9–6        | 西十両8枚目 9–6             |
| 1980年 （昭和55年） | 東十両3枚目 8–7          | 西十両2枚目 6–9         | 西十両8枚目 9–6         | 東十両5枚目 優勝 13–2       | 東前頭12枚目 0–5–10     | 東十両10枚目 休場 0–0–15    |
| 1981年 （昭和56年） | 東十両10枚目 10–5        | 東十両2枚目 優勝 12–3   | 西前頭11枚目 0–3–12     | 東十両10枚目 休場 0–0–15    | 東十両10枚目 1–2–12     | 東幕下15枚目 0–4–3          |
| 1982年 （昭和57年） | 東幕下45枚目 優勝 7–0    | 西幕下3枚目 6–1         | 東十両13枚目 10–5       | 東十両3枚目 8–7             | 西十両2枚目 10–5        | 東前頭13枚目 4–11           |
| 1983年 （昭和58年） | 東十両6枚目 11–4         | 東前頭13枚目 8–7        | 東前頭5枚目 6–9         | 西前頭8枚目 8–7             | 東前頭6枚目 8–7         | 西前頭筆頭 5–10             |
| 1984年 （昭和59年） | 西前頭7枚目 8–7          | 東前頭2枚目 2–13        | 東前頭13枚目 9–6        | 西前頭7枚目 9–6             | 西前頭2枚目 6–9         | 東前頭8枚目 8–7             |
| 1985年 （昭和60年） | 西前頭4枚目 6–9          | 東前頭8枚目 9–6         | 東前頭3枚目 5–10        | 東前頭7枚目 7–8             | 東前頭9枚目 8–7         | 西前頭2枚目 3–8–4           |
| 1986年 （昭和61年） | 西前頭13枚目 休場 0–0–15 | 西前頭13枚目 9–6        | 西前頭6枚目 9–6         | 東前頭筆頭 2–13             | 東前頭12枚目 10–5       | 東前頭3枚目 5–10            |
| 1987年 （昭和62年） | 西前頭10枚目 9–6         | 東前頭3枚目 4–11        | 西前頭10枚目 8–7        | 西前頭4枚目 6–9             | 東前頭10枚目 9–6        | 東前頭2枚目 4–11 ★          |
| 1988年 （昭和63年） | 東前頭10枚目 8–7         | 東前頭4枚目 6–9 ★       | 西前頭7枚目 8–7         | 西前頭2枚目 3–12            | 東前頭11枚目 9–6        | 西前頭4枚目 3–12            |
| 1989年 （平成元年） | 西前頭10枚目 8–7         | 東前頭7枚目 11–4 殊技★  | 西小結 3–12             | 東前頭8枚目 8–7             | 東前頭5枚目 6–9         | 東前頭9枚目 8–7             |
| 1990年 （平成2年） | 東前頭3枚目 4–11         | 西前頭12枚目 9–6        | 東前頭5枚目 8–7         | 西前頭筆頭 4–11             | 東前頭9枚目 8–7         | 西前頭3枚目 3–12            |
| 1991年 （平成3年） | 西前頭12枚目 8–7         | 東前頭9枚目 8–7         | 西前頭4枚目 4–11        | 東前頭14枚目 0–15           | 東十両9枚目 引退 1–2–1  | x                           |
| 各欄の数字は、「勝ち-負け-休場」を示す。 優勝 引退 休場 十両 幕下 三賞：敢=敢闘賞、殊=殊勲賞、技=技能賞 その他：★=金星 番付階級：幕内 - 十両 - 幕下 - 三段目 - 序二段 - 序ノ口 幕内序列：横綱 - 大関 - 関脇 - 小結 - 前頭（「#数字」は各位内の序列） |                          |                         |                         |                             |                         |                             |

### 幕内対戦成績
| 力士名     | 勝数 | 負数 | 力士名   | 勝数 | 負数 | 力士名   | 勝数  | 負数 | 力士名   | 勝数 | 負数 |
| ---------- | ---- | ---- | -------- | ---- | ---- | -------- | ----- | ---- | -------- | ---- | ---- |
| 青葉城     | 2    | 3    | 安芸ノ島 | 1    | 4    | 曙       | 1     | 1    | 朝潮     | 1    | 10   |
| 旭里       | 1    | 0    | 旭富士   | 2    | 15   | 天ノ山   | 2     | 1    | 荒勢     | 0    | 1(1) |
| 恵那櫻     | 6    | 6    | 大潮     | 2    | 1    | 巨砲     | 14    | 8    | 大錦     | 7    | 1    |
| 大乃国     | 8    | 8    | 大豊     | 1    | 2    | 小城ノ花 | 2     | 1    | 魁輝     | 7    | 5    |
| 春日富士   | 3    | 6    | 北勝鬨   | 2    | 3    | 北の湖   | 1(1)  | 1    | 騏乃嵐   | 5    | 1    |
| 旭豪山     | 1    | 0    | 旭道山   | 4    | 4    | 霧島     | 11(1) | 9    | 起利錦   | 5    | 5    |
| 麒麟児     | 6    | 6    | 久島海   | 2    | 5    | 蔵間     | 5     | 7    | 黒瀬川   | 0    | 1    |
| 黒姫山     | 0    | 1    | 高望山   | 14   | 12   | 港龍     | 2     | 0    | 琴稲妻   | 5    | 5    |
| 琴ヶ梅     | 4    | 8    | 琴風     | 0    | 4    | 琴椿     | 1     | 0    | 琴錦     | 0    | 2    |
| 琴の若     | 0    | 2    | 琴富士   | 4    | 4    | 小錦     | 2     | 8    | 駒不動   | 1    | 0    |
| 斉須       | 1    | 2    | 蔵玉錦   | 0    | 1    | 逆鉾     | 5     | 11   | 佐田の海 | 5    | 9(1) |
| 薩洲洋     | 4    | 8    | 嗣子鵬   | 2    | 1    | 陣岳     | 9     | 15   | 神幸     | 0    | 1    |
| 太寿山     | 11   | 15   | 大翔鳳   | 0    | 1    | 大翔山   | 2     | 0    | 大徹     | 5    | 8    |
| 貴闘力     | 1    | 2    | 隆の里   | 0    | 3    | 貴花田   | 0     | 1    | 孝乃富士 | 6    | 8    |
| 隆三杉     | 7    | 12   | 高見山   | 1    | 2    | 多賀竜   | 10    | 13   | 玉龍     | 10   | 5    |
| 千代の富士 | 0    | 16   | 常の山   | 1    | 0    | 寺尾     | 6     | 6    | 出羽の花 | 4    | 3    |
| 闘竜       | 6    | 5    | 栃赤城   | 1    | 1    | 栃司     | 5     | 5    | 栃剣     | 9    | 6    |
| 栃乃和歌   | 3    | 6    | 栃光     | 4    | 3    | 栃纒     | 0     | 1    | 巴富士   | 1    | 3    |
| 豊ノ海     | 0    | 7    | 南海龍   | 1    | 0    | 花乃湖   | 8     | 3    | 花ノ国   | 3    | 3    |
| 飛騨乃花   | 4    | 3    | 富士櫻   | 3    | 1    | 藤ノ川   | 5     | 3(1) | 富士乃真 | 3    | 4    |
| 双羽黒     | 1    | 7    | 鳳凰     | 1    | 4    | 北天佑   | 1     | 9    | 北勝海   | 5    | 9    |
| 前乃臻     | 2    | 1    | 舛田山   | 2    | 3    | 益荒雄   | 4     | 1    | 三杉磯   | 3    | 3    |
| 三杉里     | 3    | 5    | 水戸泉   | 6    | 6    | 両国     | 3     | 5    | 若嶋津   | 0    | 9    |
| 若瀬川     | 6    | 4    | 若花田   | 0    | 2    | 若の富士 | 0     | 3    | 鷲羽山   | 4    | 0    |

## 改名歴
- 板井 圭介（いたい けいすけ）1978年11月場所-1979年7月場所
- 高鐵山 圭介（こうてつやま -）1979年9月場所-1981年7月場所
- 高鐵山 大記（こうてつやま ?[39]）1981年9月場所
- 板井 圭介（いたい けいすけ）1981年11月場所-1991年9月場所